# 39e cérémonie des Razzie Awards
La 39e cérémonie des Golden Raspberry Awards, organisée par la Golden Raspberry Award Foundation, a lieu le 23 février 2019 et récompense les pires films sortis en 2018.

## Palmarès
Les nommés sont connus le 21 janvier 2019.

### Pire film
- Holmes et Watson (Holmes and Watson)
- Gotti
- Carnage chez les Puppets (The Happytimes Murders)
- Robin des Bois (Robin Hood)
- La Malédiction Winchester (Winchester)

### Pire actrice
- Melissa McCarthy pour son rôle de Connie Edwards dans Carnage chez les Puppets (The Happytimes Murders) et Deanna dans Mère incontrôlable à la fac (Life of the Party)
- Jennifer Garner pour son rôle de Riley North dans Peppermint
- Amber Heard pour son rôle de Nicola Six dans Séduction fatale (London Fields)
- Helen Mirren pour son rôle de Sarah Winchester dans La Malédiction Winchester (Winchester)
- Amanda Seyfried pour son rôle de Judy dans The Clapper

### Pire acteur
- Donald Trump pour son propre rôle dans Death of a Nation: Can We Save America a Second Time? et Fahrenheit 11/9
- Johnny Depp pour son rôle de Sherlock Gnomes dans Sherlock Gnomes
- Will Ferrell pour son rôle de Sherlock Holmes dans Holmes et Watson (Holmes and Watson)
- John Travolta pour son rôle de John Gotti dans Gotti
- Bruce Willis pour son rôle de Paul Kersey dans Death Wish

### Pire second rôle masculin
- John C. Reilly pour son rôle de John Watson dans Holmes et Watson (Holmes and Watson)
- Jamie Foxx pour son rôle de Petit Jean dans Robin des Bois (Robin Hood)
- Ludacris pour son rôle de Max dans Le Dog Show (Show Dogs)
- Joel McHale pour son rôle de l'agent Campbell dans Carnage chez les Puppets (The Happytimes Murders)
- Justice Smith pour son rôle de Franklin Webb dans Jurassic World: Fallen Kingdom

### Pire second rôle féminin
- Kellyanne Conway pour son propre rôle dans Fahrenheit 11/9
- Marcia Gay Harden pour son rôle de Grace Trevelyan Gray dans Cinquante Nuances plus claires (Fifty Shades Freed)
- Kelly Preston pour son rôle de Victoria Gotti dans Gotti
- Jaz Sinclair pour son rôle de Chloe dans Slender Man
- Melania Trump pour son propre rôle dans Fahrenheit 11/9

### Pire combinaison à l’écran
- Donald Trump et sa mesquinerie perpétuelle dans Death of a Nation: Can We Save America a Second Time? et Fahrenheit 11/9
- N'importe quel duo d'acteurs ou de marionnettes dans Carnage chez les Puppets (The Happytimes Murders)
- Johnny Depp et sa carrière au déclin rapide dans Sherlock Gnomes
- Will Ferrell et John C. Reilly dans Holmes et Watson (Holmes and Watson)
- John Travolta et sa femme Kelly Preston dans Gotti

### Pire préquelle, remake, plagiat ou suite
- Holmes et Watson (Holmes and Watson)
- Death of a Nation: Can We Save America a Second Time? (remake de Hillary's America: The Secret History of the Democratic Party)
- Death Wish
- En eaux troubles (The Meg)
- Robin des Bois (Robin Hood)

### Pire réalisateur
- Etan Cohen pour Holmes et Watson (Holmes and Watson)
- Kevin Connolly pour Gotti
- James Foley pour Cinquante Nuances plus claires (Fifty Shades Freed)
- Brian Henson pour Carnage chez les Puppets (The Happytimes Murders)
- Michael et Peter Spierig pour La Malédiction Winchester (Winchester)

### Pire scénario
- Cinquante Nuances plus claires (Fifty Shades Freed)
- Death of a Nation: Can We Save America a Second Time?
- Gotti
- Carnage chez les Puppets (The Happytimes Murders)
- La Malédiction Winchester (Winchester)

## Distinctions multiples

### Nominations multiples
- 6 : Death of a Nation: Can We Save America a Second Time?, Gotti, Holmes et Watson et Carnage chez les Puppets (The Happytimes Murders)
- 4 : Fahrenheit 11/9 et La Malédiction Winchester (Winchester)
- 3 : Cinquante Nuances plus claires (Fifty Shades Freed)
- 2 : Death Wish